# Hart Crane
Harold Hart Crane (nascut el 21 de juliol de 1899 – mort el 27 d'abril de 1932) va ser un poeta dels Estats Units. A partir de la inspiració que extreia de la poesia de T.S. Eliot, Crane escrigué la seva obra difícil, estilitzada i ambiciosa en la seva amplitud, reaccionant al pessimisme que veia imperant en Eliot i els altres modernistes. En la seva peça més important, The Bridge ("El Pont"), Crane es va embarcar en l'escriptura d'un poema èpic inspirat en The Waste Land on volgué aportar una imatge més positiva de la cultura moderna i urbana. Des del seu suïcidi a l'edat de 32 anys, Hart Crane ha rebut elogis de dramaturgs, poetes i crítics literaris que inclouen figures com Robert Lowell, Derek Walcott, Tennessee Williams i Harold Bloom,anomenant-lo un dels autors més importants de la seva generació.

## Joventut
Hart Crane nasqué a Garrettsville (Ohio), on el seu pare Clarence no gaudí de l'èxit econòmic de la seva invenció dels caramels Life Savers, per haver venut la patent per 2.900 dòlars abans que la marca assolís popularitat. Amb la invenció de nous dolços va començar a acumular diners per la venda de les seves barretes de xocolata. Els seus pares tenien baralles contínues, i a començaments d'abril de 1917 es varen divorciar. Durant aquell any Hart va deixar l'institut i es va mudar a la ciutat de Nova York, prometent als seus pares que un dia estudiaria a la Universitat de Colúmbia. Els seus pares, ocupats amb el seu divorci, estaven disgustats amb ell, qui començà treballant en publicitat, traslladant-se a diferents pisos d'amics a Manhattan. Entre 1917 i 1924 va anar alternant la vida a Nova York i Cleveland, treballant de publicista i a la fàbrica del seu pare. Les cartes de l'escriptor mostren la seva predilecció per Nova York, on es localitza geogràficament bona part de la seva poesia.
Durant la dècada del 1920, algunes revistes literàries de poca tirada però influents publicaren alguns dels seus poemes lírics, garantint-la cert respecte enter l'avantguarda nord-americana, especialment a partir del seu primer llibre, White Buildings (1926). Aquest volum conté bona part dels seus poemes més coneguts, com són For the Marriage of Faustus and Helen i Voyages. Ambdós poemes eròtics fan referència a la seva relació amb Emil Opffer, un mariner mercant danès. El primer d'ells forma part de la seva cerca d'unificar la modernitat amb sentiments que no siguin exclusivament de desesperació. La imatge que Crane tenia del poeta estatunidenc T.S. Eliot anava íntimament unida a aquesta idea de negativitat. Tot i que admirava la seva obra, de The Waste Land digué que estava "tan fotudament mort", un carreró sense sortida i la negació de veure "certs esdeveniments i possibilitats espirituals". Així doncs, la seva obra seria unir aquesta visió espiritual a la poesia, per tal de crear "una síntesi mística d'Amèrica."
Aquesta ambició de sintetitzar l'esperit americà s'expressa principalment en la seva obra més coneguda, The Bridge (“El Pont”, publicat el 1930), que pretén ser un contrapunt a The Waste Land. El símbol que Crane fa servir en l'obra és el Pont de Brooklyn. El mecenes Otto H. Kahn va donar a Crane 2000 dòlars per finançar la seva obra.

## Viatges
Un cop la família Opffer el va fer fora de casa seva, va marxar a París el 1929 sense poder solucionar els seus problemes personals. A finals de la dècada del 1920 el seu alcoholisme va empitjorar notablement. A la capital francesa els editors Harry Crosby i Caresse Crosby de l'editorial Black Sun Press li van oferir residència a la seva casa de camp a Ermenonville, anomenada Le Moulin du Soleil. En aquest indret va poder acabar la primera versió de la part “Cape Hatteras”, una de les parts claus del poema. A finals de juny Crane va tornar del sud de França a París. Harry anotà al seu diari “Hart C. ha tornat de Marsella on se n'ha anat al llit amb els seus trenta mariners i ha començat a beure Cutty Sark.” Crane s'emborratxà al Café Select i començà una baralla amb els cambrers sobre diners que debia. El propietari del bar avisà a la policia parisenca, amb qui també es barallà. Va ser tancat a la presó de La Sante durant sis dies i rebé una multa de 800 francs. Crosby li va pagar la fiança i li va prestar diners per tornar als Estats Units. De retorn a casa va poder acabar The Bridge, tot i que els crítics foren molt severs amb ell, i caigué en una depressió.
Crane va visitar Mèxic de 1931 a 1932 amb suport econòmic d'una Beca Guggenheim. Si més no, va continuar addicte a la beguda i patí temporades alternants de depressió i excés. Després que Peggy Cowley es divorciés del seu amic Malcolm Cowley, es va ajuntar amb Crane. Se suposa que va ser la seva única parella heterosexual. L'obra The Broken Tower (“La torre trencada”), un dels seus darrers poemes, sorgí de la inspiració d'aquesta època. Crane se sentia un fracassat per retornar a amants homosexuals malgrat la seva relació amb Peggy Cowley.
Al vaixell de vapor Orizaba, tornant a Nova York, va rebre una pallissa per insinuar-se a un membre masculí de la tripulació. Just abans del migdia del 27 d'abril de 1932 Crane es va suïcidar llençant-se al Golf de Mèxic, com testimoniaren els seus amics, ja que no havia deixat cap nota de suïcidi, però havia dit a diverses persones “Adéu a tothom!”. El seu cos mai no ha estat trobat, i a la tomba del seu pare fou inscrit “Harold Hart Crane, 1899-1932, perdut al mar.